# نيك مارسمان
نيك مارسمان (بالهولندية: Nick Marsman)‏ (1 أكتوبر 1990 بزفوله في هولندا - ) هو لاعب كرة قدم هولندي في مركز حراسة المرمى. شارك مع منتخب هولندا تحت 21 سنة لكرة القدم. أما مع النوادي، فقد لعب مع تفينتي أنشخيدة وغو أهد إيغلز وJong FC Twente ‏.

## روابط خارجية
- نيك مارسمان على موقع رابطة كرة القدم اليابانية للمحترفين (اليابانية)
- نيك مارسمان على موقع الدوري الأمريكي (الإنجليزية)
- نيك مارسمان على موقع إي إس بي إن إف سي (الإنجليزية)
- نيك مارسمان على موقع قاعدة بيانات كرة القدم.إي يو (الإنجليزية)
- نيك مارسمان على موقع ليكيب (الفرنسية)
- نيك مارسمان على موقع Soccerway.com (الإنجليزية)
- نيك مارسمان على موقع عالم كرة القدم.نت (الإنجليزية)